# مدار ۳۵ درجه شمالی
مدار ۳۵ درجه شمالی، دایره‌ای از عرض جغرافیایی است که در ۳۵ درجهٔ شمالی خط استوا قرار دارد.

## گذر از مناطق
از نصف‌النهار مبدأ شروع می‌شود و به سمت مشرق ۳۵ درجه شمالی از موارد زیر گذر می‌کند:
| مختصات‌ها                                             | کشور، قلمرو یا دریا | توضیحات |
| ---------------------------------------------------- | ------------------- | --- |
| ۳۵°۰′ شمالی ۰°۰′ شرقی / ۳۵٫۰۰۰°شمالی ۰٫۰۰۰°شرقی      | الجزایر             | |
| ۳۵°۰′ شمالی ۸°۱۹′ شرقی / ۳۵٫۰۰۰°شمالی ۸٫۳۱۷°شرقی     | تونس                | |
| ۳۵°۰′ شمالی ۱۰°۵۸′ شرقی / ۳۵٫۰۰۰°شمالی ۱۰٫۹۶۷°شرقی   | مدیترانه            | |
| ۳۵°۰′ شمالی ۲۴°۴۵′ شرقی / ۳۵٫۰۰۰°شمالی ۲۴٫۷۵۰°شرقی   | یونان               | جزیرهٔ کرت |
| ۳۵°۰′ شمالی ۲۵°۳۴′ شرقی / ۳۵٫۰۰۰°شمالی ۲۵٫۵۶۷°شرقی   | مدیترانه            | |
| ۳۵°۰′ شمالی ۳۲°۱۸′ شرقی / ۳۵٫۰۰۰°شمالی ۳۲٫۳۰۰°شرقی   | قبرس                | Including, for a short distance, the خط آتیلا |
| ۳۵°۰′ شمالی ۳۳°۴۳′ شرقی / ۳۵٫۰۰۰°شمالی ۳۳٫۷۱۷°شرقی   | آکراتاری و داکیلیا  | بریتانیا Sovereign Base Area (not part of the territory of the قبرس) |
| ۳۵°۰′ شمالی ۳۳°۵۱′ شرقی / ۳۵٫۰۰۰°شمالی ۳۳٫۸۵۰°شرقی   | قبرس                | |
| ۳۵°۰′ شمالی ۳۴°۴′ شرقی / ۳۵٫۰۰۰°شمالی ۳۴٫۰۶۷°شرقی    | مدیترانه            | |
| ۳۵°۰′ شمالی ۳۵°۵۴′ شرقی / ۳۵٫۰۰۰°شمالی ۳۵٫۹۰۰°شرقی   | سوریه               | |
| ۳۵°۰′ شمالی ۴۱°۱۴′ شرقی / ۳۵٫۰۰۰°شمالی ۴۱٫۲۳۳°شرقی   | عراق                | |
| ۳۵°۰′ شمالی ۴۵°۵۳′ شرقی / ۳۵٫۰۰۰°شمالی ۴۵٫۸۸۳°شرقی   | ایران               | |
| ۳۵°۰′ شمالی ۶۱°۷′ شرقی / ۳۵٫۰۰۰°شمالی ۶۱٫۱۱۷°شرقی    | افغانستان           | |
| ۳۵°۰′ شمالی ۷۱°۳۱′ شرقی / ۳۵٫۰۰۰°شمالی ۷۱٫۵۱۷°شرقی   | پاکستان             | خیبر پختونخوا · کشمیر آزاد - ادعا شده توسط هند · گلگت-بلتستان - ادعا شده توسط هند |
| ۳۵°۰′ شمالی ۷۷°۱′ شرقی / ۳۵٫۰۰۰°شمالی ۷۷٫۰۱۷°شرقی    | هند                 | جامو و کشمیر - ادعا شده توسط پاکستان |
| ۳۵°۰′ شمالی ۷۸°۷′ شرقی / ۳۵٫۰۰۰°شمالی ۷۸٫۱۱۷°شرقی    | اکسائی چن           | Disputed between هند and چین |
| ۳۵°۰′ شمالی ۸۰°۱۱′ شرقی / ۳۵٫۰۰۰°شمالی ۸۰٫۱۸۳°شرقی   | چین                 | منطقه خودمختار تبت چینگهای گانسو شاآنشی Gansu Shaanxi شانشی استان هنان شاندونگ جیانگسو |
| ۳۵°۰′ شمالی ۱۱۹°۱۲′ شرقی / ۳۵٫۰۰۰°شمالی ۱۱۹٫۲۰۰°شرقی | دریای زرد           | |
| ۳۵°۰′ شمالی ۱۲۶°۶′ شرقی / ۳۵٫۰۰۰°شمالی ۱۲۶٫۱۰۰°شرقی  | کره جنوبی           | |
| ۳۵°۰′ شمالی ۱۲۸°۵۰′ شرقی / ۳۵٫۰۰۰°شمالی ۱۲۸٫۸۳۳°شرقی | دریای ژاپن          | |
| ۳۵°۰′ شمالی ۱۳۲°۱۲′ شرقی / ۳۵٫۰۰۰°شمالی ۱۳۲٫۲۰۰°شرقی | ژاپن                | جزیرهٔ هونشو: — استان شیمانه — استان هیروشیما — استان اوکایاما — استان هیوگو — استان اوساکا — استان کیوتو — استان شیگا — استان میه — استان آیچی — استان شیزوئوکا                                |
| ۳۵°۰′ شمالی ۱۳۹°۶′ شرقی / ۳۵٫۰۰۰°شمالی ۱۳۹٫۱۰۰°شرقی  | اقیانوس آرام        | Sagami Bay |
| ۳۵°۰′ شمالی ۱۳۹°۵۱′ شرقی / ۳۵٫۰۰۰°شمالی ۱۳۹٫۸۵۰°شرقی | ژاپن                | جزیرهٔ Honshū: — استان چیبا |
| ۳۵°۰′ شمالی ۱۳۹°۵۹′ شرقی / ۳۵٫۰۰۰°شمالی ۱۳۹٫۹۸۳°شرقی | اقیانوس آرام        | |
| ۳۵°۰′ شمالی ۱۲۰°۳۸′ غربی / ۳۵٫۰۰۰°شمالی ۱۲۰٫۶۳۳°غربی | ایالات متحده آمریکا | کالیفرنیا آریزونا نیومکزیکو تگزاس اکلاهما آرکانزاس تنسی / میسیسیپی border Tennessee / آلاباما border Tennessee / جورجیا border کارولینای شمالی / Georgia border کارولینای جنوبی North Carolina |
| ۳۵°۰′ شمالی ۷۶°۸′ غربی / ۳۵٫۰۰۰°شمالی ۷۶٫۱۳۳°غربی    | اقیانوس اطلس        | |
| ۳۵°۰′ شمالی ۶°۱۵′ غربی / ۳۵٫۰۰۰°شمالی ۶٫۲۵۰°غربی     | مراکش               | |
| ۳۵°۰′ شمالی ۲°۸′ غربی / ۳۵٫۰۰۰°شمالی ۲٫۱۳۳°غربی      | الجزایر             | |